# Braille japonais
 (février 2011).
Si vous disposez d'ouvrages ou d'articles de référence ou si vous connaissez des sites web de qualité traitant du thème abordé ici, merci de compléter l'article en donnant les références utiles à sa vérifiabilité et en les liant à la section « Notes et références ».

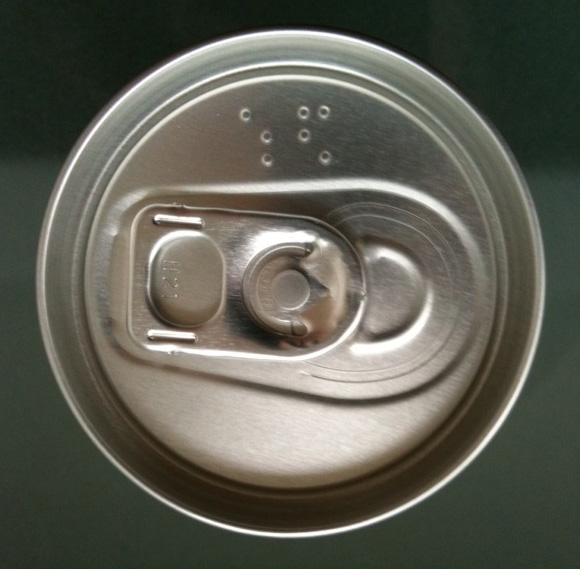
Inscription en braille sur une canette de bière japonaise.

Le braille japonais, appelé tenji (点字), est un alphabet braille adapté à l'écriture du japonais. Il permet la transcription des kanas et des chiffres par l'intermédiaire de points surélevés. Il fut élaboré par Kuraji Ishikawa. Par opposition au tenji (le braille japonais), les caractères usités par les personnes voyantes sont appelés sumiji (墨字).
Récemment, des mouvements comme le Barrier Free ou encore l'Universal Design ont demandé via une charte aux industries de travailler au développement de l'accessibilité de leurs produits ou de leurs structures pour personnes souffrant d'un handicap, en encourageant le tenji. Ainsi, des mouvements significatifs ont permis l'introduction de mentions en braille sur les produits alcoolisés telles que les canettes de bière.
L'article 37 des lois de droit d'auteur au Japon autorise la transcription en braille d'ouvrages[réf. nécessaire]. 

## Histoire
- En 1670, l'italien Francesco Lana de Terzi invente un système transcrivant l'alphabet au moyen de combinaisons de lignes et de points en relief.
- En 1819, le français Charles Barbier de La Serre invente, pour un usage militaire, la sonographie (ou écriture nocturne), système d'écriture tactile transcrivant des sons à l'aide de deux colonnes de six points en relief.
- En 1825, Louis Braille développe un système d'écriture tactile se fondant sur l'emploi de caractères formés à partir de combinaisons de six points en relief.
- En 1854, l'alphabet braille est officiellement adopté en France.
- En 1890, l'alphabet braille en six points employé pour les caractères japonais et inventé par Kuraji Ishikawa (石川倉次) est approuvé par la section d'enseignement destiné aux individus à déficience visuelle de l'université de Tsukuba, à Tōkyō.
- En 1901, l'alphabet braille japonais est officiellement reconnu.
- En 1922, le journal "Osaka Mainichi" (大阪毎日新聞) publie le Tenji Osaka Mainichi Shimbun considéré comme l'un des premiers journaux employant l'alphabet braille. Il est encore maintenant l'unique journal en braille en activité au Japon.
- En 1926, vote à la chambre des représentants du Japon sur l'utilisation de l'alphabet braille.
- En 1940, la Bibliothèque pour non-voyants du Japon à Tōkyō est fondée.
- En 1949, l'université Doshisha de Kyōto permet pour la première fois au Japon des examens en braille.
- En 1966, création de la « commission du braille japonais »[réf. nécessaire] en tant qu'organisme chargé de fixer les règles régissant le système d'écriture en braille.
- En 1975, le 20 janvier, le comité principal du parti communiste japonais publie le bulletin Tenji Shimbun Akahata en braille. C'est à ce jour le seul bulletin politique employant le braille au Japon.

## Caractères de base
| あ - ア ⠁ a  | い - イ ⠃ i    | う - ウ ⠉ u   | え - エ ⠋ e    | お - オ ⠊ o    |
| か - カ ⠡ ka | き - キ ⠣ ki   | く - ク ⠩ ku  | け - ケ ⠫ ke   | こ - コ ⠪ ko   |
| さ - サ ⠱ sa | し - シ ⠳ shi  | す - ス ⠹ su  | せ - セ ⠻ se   | そ - ソ ⠺ so   |
| た - タ ⠕ ta | ち - チ ⠗ chi  | つ - ツ ⠝ tsu | て - テ ⠟ te   | と - ト ⠞ to   |
| な - ナ ⠅ na | に - ニ ⠇ ni   | ぬ - ヌ ⠍ nu  | ね - ネ ⠏ ne   | の - ノ ⠎ no   |
| は - ハ ⠥ ha | ひ - ヒ ⠧ hi   | ふ - フ ⠭ fu  | へ - ヘ ⠯ he   | ほ - ホ ⠮ ho   |
| ま - マ ⠵ ma | み - ミ ⠷ mi   | む - ム ⠽ mu  | め - メ ⠿ me   | も - モ ⠾ mo   |
| や - ヤ ⠌ ya |                | ゆ - ユ ⠬ yu  |                | よ - ヨ ⠜ yo   |
| ら - ラ ⠑ ra | り - リ ⠓ ri   | る - ル ⠙ ru  | れ - レ ⠛ re   | ろ - ロ ⠚ ro   |
| わ - ワ ⠄ wa | ゐ - ヰ ⠆ (w)i |               | ゑ - ヱ ⠖ (w)e | を - ヲ ⠔ (w)o |

Les voyelles sont représentées par les points 1, 2 et 4. Elles peuvent être utilisées seules.

Les points 3, 5 et 6 servent à coder les consonnes qui sont combinées avec les voyelles en un caractère unique.

Par exemple, ⠴ = m, ⠋ = e, ⠿ = me.
Les syllabes en w- sont représentées par les voyelles abaissées : ⠁ = a, ⠄ = wa.

Les syllabes en y- sont représentées par les voyelles abaissées accompagnées du point 4 : ⠁ = a, ⠄ + ⠈ = ⠌ = ya.

## Autres caractères
| Nasale syllabique | Sokuon (gémination de consonne) | Chōon (voyelle longue) | Virgule | Point final | Point d'interrogation | Point d'exclamation | Signe d'espace entre les mots |
| ----------------- | ------------------------------- | ---------------------- | ------- | ----------- | --------------------- | ------------------- | ----------------------------- |
| ん - ン ⠴         | っ - ッ ⠂                       | ー ⠒                   | 、 ⠰    | 。 ⠲        | ？ ⠢                  | ！ ⠖                | ・ ⠐                          |

Pour les voyelles longues, le braille utilise le chōon dans tous les cas.
De plus, il utilise les syllabes wa et e pour les particules de thème et de direction, là où on utilise ha et he en kana.

## Caractères composés
Dakuon (濁音)

consonne sonore

En kana, le voisement d’une consonne est représenté par le signe ゛ (dakuten).

Ex. : か (ka) → が (ga)

En braille, on utilise le point 5 en préfixe : ⠡ (ka) → ⠐⠡ (ga)
Handakuon (半濁音)

voisement partiel

En kana, le voisement partiel est représenté par le signe ゜ (handakuten).

Ex. : は (ha) → ぱ (pa)

En braille, on utilise le point 6 en préfixe : ⠥ (ha) → ⠠⠥ (pa)
Yōon (拗音) et gōyōon

-y- et -w-

En kana, les syllabes de la forme consonne–semi-voyelle–voyelle sont représentées par la juxtaposition de deux caractères, le deuxième étant plus petit.

Ex. :

き = ki, や = ya, きゃ = kya

ク = ku, イ = i, クィ = kwi

En braille, on utilise les préfixes ⠈ et ⠢ avec la syllabe de même voyelle :

⠡ = ka, ⠈⠡ = kya

⠣ = ki, ⠢⠣ = kwi
Les quatre préfixes ci-dessus peuvent être combinés entre eux :
| dakuon | handakuon | yōon | gōyōon | yōon-dakuon | yōon-handakuon | yōon-dakuon-handakuon | gōyōon-dakuon |
| ⠐      | ⠠         | ⠈    | ⠢      | ⠘           | ⠨              | ⠸                     | ⠲             |

### Dakuon
|              |               |  |               |               |  | う - ウ ⠉ u   | ゔ - ヴ ⠐⠉ vu |  |              |               |  |              |               |
| か - カ ⠡ ka | が - ガ ⠐⠡ ga |  | き - キ ⠣ ki  | ぎ - ギ ⠐⠣ gi |  | く - ク ⠩ ku  | ぐ - グ ⠐⠩ gu |  | け - ケ ⠫ ke | げ - ゲ ⠐⠫ ge |  | こ - コ ⠪ ko | ご - ゴ ⠐⠪ go |
| さ - サ ⠱ sa | ざ - ザ ⠐⠱ za |  | し - シ ⠳ shi | じ - ジ ⠐⠳ ji |  | す - ス ⠹ su  | ず - ズ ⠐⠹ zu |  | せ - セ ⠻ se | ぜ - ゼ ⠐⠻ ze |  | そ - ソ ⠺ so | ぞ - ゾ ⠐⠺ zo |
| た - タ ⠕ ta | だ - ダ ⠐⠕ da |  | ち - チ ⠗ chi | ぢ - ヂ ⠐⠗ ji |  | つ - ツ ⠝ tsu | づ - ヅ ⠐⠝ zu |  | て - テ ⠟ te | で - デ ⠐⠟ de |  | と - ト ⠞ to | ど - ド ⠐⠞ do |
| は - ハ ⠥ ha | ば - バ ⠐⠥ ba |  | ひ - ヒ ⠧ hi  | び - ビ ⠐⠧ bi |  | ふ - フ ⠭ fu  | ぶ - ブ ⠐⠭ bu |  | へ - ヘ ⠯ he | べ - ベ ⠐⠯ be |  | ほ - ホ ⠮ ho | ぼ - ボ ⠐⠮ bo |

### Handakuon
| は - ハ ⠥ ha | ぱ - パ ⠠⠥ pa |  | ひ - ヒ ⠧ hi | ぴ - ピ ⠠⠧ pi |  | ふ - フ ⠭ fu | ぷ - プ ⠠⠭ pu |  | へ - ヘ ⠯ he | ぺ - ペ ⠠⠯ pe |  | ほ - ホ ⠮ ho | ぽ - ポ ⠠⠮ po |

### Yōon
|              |                    |  |               |                     |  |               |                    |  | え - エ ⠋ e  | (いぇ) - イェ ⠈⠋ ye  |  |              |                    |
| か - カ ⠡ ka | きゃ - キャ ⠈⠡ kya |  |               |                     |  | く - ク ⠩ ku  | きゅ - キュ ⠈⠩ kyu |  | け - ケ ⠫ ke | (きぇ) - キェ ⠈⠫ kye |  | こ - コ ⠪ ko | きょ - キョ ⠈⠪ kyo |
| さ - サ ⠱ sa | しゃ - シャ ⠈⠱ sha |  | し - シ ⠳ shi | (すぃ) - スィ ⠈⠳ si |  | す - ス ⠹ su  | しゅ - シュ ⠈⠹ shu |  | せ - セ ⠻ se | (しぇ) - シェ ⠈⠻ she |  | そ - ソ ⠺ so | しょ - ショ ⠈⠺ sho |
| た - タ ⠕ ta | ちゃ - チャ ⠈⠕ cha |  | ち - チ ⠗ chi | (てぃ) - ティ ⠈⠗ ti |  | つ - ツ ⠝ tsu | ちゅ - チュ ⠈⠝ chu |  | て - テ ⠟ te | (ちぇ) - チェ ⠈⠟ che |  | と - ト ⠞ to | ちょ - チョ ⠈⠞ cho |
| な - ナ ⠅ na | にゃ - ニャ ⠈⠅ nya |  |               |                     |  | ぬ - ヌ ⠍ nu  | にゅ - ニュ ⠈⠍ nyu |  | ね - ネ ⠏ ne | (にぇ) - ニェ ⠈⠏ nye |  | の - ノ ⠎ no | にょ - ニョ ⠈⠎ nyo |
| は - ハ ⠥ ha | ひゃ - ヒャ ⠈⠥ hya |  |               |                     |  | ふ - フ ⠭ fu  | ひゅ - ヒュ ⠈⠭ hyu |  | へ - ヘ ⠯ he | (ひぇ) - ヒェ ⠈⠯ hye |  | ほ - ホ ⠮ ho | ひょ - ヒョ ⠈⠮ hyo |
| ま - マ ⠵ ma | みゃ - ミャ ⠈⠵ mya |  |               |                     |  | む - ム ⠽ mu  | みゅ - ミュ ⠈⠽ myu |  | め - メ ⠿ me | (みぇ) - ミェ ⠈⠿ mye |  | も - モ ⠾ mo | みょ - ミョ ⠈⠾ myo |
| ら - ラ ⠑ ra | りゃ - リャ ⠈⠑ rya |  |               |                     |  | る - ル ⠙ ru  | りゅ - リュ ⠈⠙ ryu |  | れ - レ ⠛ re | (りぇ) - リェ ⠈⠛ rye |  | ろ - ロ ⠚ ro | りょ - リョ ⠈⠚ ryo |

### Yōon-dakuon
| か - カ ⠡ ka | ぎゃ - ギャ ⠘⠡ gya |  |               |                     |  | く - ク ⠩ ku  | ぎゅ - ギュ ⠘⠩ gyu |  | け - ケ ⠫ ke | (ぎぇ) - ギェ ⠘⠫ gye  |  | こ - コ ⠪ ko | ぎょ - ギョ ⠘⠪ gyo |
| さ - サ ⠱ sa | じゃ - ジャ ⠘⠱ ja  |  | し - シ ⠳ shi | (ずぃ) - ズィ ⠘⠳ zi |  | す - ス ⠹ su  | じゅ - ジュ ⠘⠹ ju  |  | せ - セ ⠻ se | (じぇ) - ジェ ⠘⠻ je   |  | そ - ソ ⠺ so | じょ - ジョ ⠘⠺ jo  |
| た - タ ⠕ ta | ぢゃ - ヂャ ⠘⠕ ja  |  | ち - チ ⠗ chi | (でぃ) - ディ ⠘⠗ di |  | つ - ツ ⠝ tsu | ぢゅ - ヂュ ⠘⠝ ju  |  | て - テ ⠟ te | (ぢぇ) - (ヂェ) ⠘⠟ je |  | と - ト ⠞ to | ぢょ - ヂョ ⠘⠞ jo  |
| は - ハ ⠥ ha | びゃ - ビャ ⠘⠥ bya |  |               |                     |  | ふ - フ ⠭ fu  | びゅ - ビュ ⠘⠭ byu |  | へ - ヘ ⠯ he | (びぇ) - ビェ ⠘⠯ bye  |  | ほ - ホ ⠮ ho | びょ - ビョ ⠘⠮ byo |

### Yōon-handakuon
|              |                    |  |  |  |  | つ - ツ ⠝ tsu | (てゅ) - テュ ⠨⠝ tyu |  |              |                      |  |              |                      |
| は - ハ ⠥ ha | ぴゃ - ピャ ⠨⠥ pya |  |  |  |  | ふ - フ ⠭ fu  | ぴゅ - ピュ ⠨⠭ pyu   |  | へ - ヘ ⠯ he | (ぴぇ) - ピェ ⠨⠯ pye |  | ほ - ホ ⠮ ho | ぴょ - ピョ ⠨⠮ pyo   |
|              |                    |  |  |  |  | ゆ - ユ ⠬ yu  | (ふゅ) - フュ ⠨⠬ fyu |  |              |                      |  | よ - ヨ ⠜ yo | (ふょ) - フョ ⠨⠜ fyo |

### Yōon-dakuon-handakuon
|  |  |  |  |  |  | す - ス ⠹ su | (でゅ) - デュ ⠸⠝ dyu |  |  |  |  |              |                      |
|  |  |  |  |  |  | ゆ - ユ ⠬ yu | (ゔゅ) - ヴュ ⠸⠬ vyu |  |  |  |  | よ - ヨ ⠜ yo | (ゔょ) - ヴョ ⠸⠜ vyo |

### Gōyōon
| あ - ア ⠁ a  | (うぁ) - ウァ ⠢⠁ wa  |  | い - イ ⠃ i   | (うぃ) - ウィ ⠢⠃ wi  |  |               |                     |  | え - エ ⠋ e  | (うぇ) - ウェ ⠢⠋ we  |  | お - オ ⠊ o  | (うぉ) - ウォ ⠢⠊ wo  |
| か - カ ⠡ ka | (くぁ) - クァ ⠢⠡ kwa |  | き - キ ⠣ ki  | (くぃ) - クィ ⠢⠣ kwi |  |               |                     |  | け - ケ ⠫ ke | (くぇ) - クェ ⠢⠫ kwe |  | こ - コ ⠪ ko | (くぉ) - クォ ⠢⠪ kwo |
| た - タ ⠕ ta | (つぁ) - ツァ ⠢⠕ tsa |  | ち - チ ⠗ chi | (つぃ) - ツィ ⠢⠗ tsi |  | つ - ツ ⠝ tsu | (とぅ) - トゥ ⠢⠝ tu |  | て - テ ⠟ te | (つぇ) - ツェ ⠢⠗ tse |  | と - ト ⠞ to | (つぉ) - ツォ ⠢⠞ tso |
| は - ハ ⠥ ha | (ふぁ) - ファ ⠢⠥ fa  |  | ひ - ヒ ⠧ hi  | (ふぃ) - フィ ⠢⠧ fi  |  |               |                     |  | へ - ヘ ⠯ he | (ふぇ) - フェ ⠢⠯ fe  |  | ほ - ホ ⠮ ho | (ふぉ) - フォ ⠢⠮ fo  |

### Gōyōon-dakuon
| か - カ ⠡ ka | (ぐぁ) - グァ ⠲⠡ gwa |  | き - キ ⠣ ki | (ぐぃ) - グィ ⠲⠣ gwi |  |               |                     |  | け - ケ ⠫ ke | (ぐぇ) - グェ ⠲⠫ gwe |  | こ - コ ⠪ ko | (ぐぉ) - グォ ⠲⠪ gwo |
|              |                      |  |              |                      |  | つ - ツ ⠝ tsu | (どぅ) - ドゥ ⠲⠝ du |  |              |                      |  |              |                      |
| は - ハ ⠥ ha | (ゔぁ) - ヴァ ⠲⠥ va  |  | ひ - ヒ ⠧ hi | (ゔぃ) - ヴィ ⠲⠧ vi  |  |               |                     |  | へ - ヘ ⠯ he | (ゔぇ) - ヴェ ⠲⠯ ve  |  | ほ - ホ ⠮ ho | (ゔぉ) - ヴォ ⠲⠮ vo  |

## Ponctuation
| 。 | 、 | ？ | ！ | 「・・・」 | （・・・） | hyphen | — | ・・・ | espace |
| ⠲  | ⠰  | ⠢  | ⠖  | ⠤⠀⠤        | ⠶⠀⠶        | ⠤      | ⠒ | ⠂      | ⠀      |